# Cop d'estat a Guinea Equatorial de 1979
El cop d'estat de 1979 en Guinea Equatorial, també conegut com a Cop de la Llibertat pels seus partidaris i originalment conegut com a Operació Lleó, va ser un cop d'estat militar perpetrat el 3 d'agost de 1979 per un grup d'oficials sortits de l'Acadèmia Militar de Saragossa liderats pel tinent coronel Teodoro Obiang, que va deposar el dictador Francisco Macías Nguema. Després del cop, Obiang va assumir la presidència del país, ostentant aquest càrrec fins avui. Atès que Obiang formava part important del govern de Macías, el cop de 1979 és considerat per alguns com un cop de palau.
Actualment, en commemoració als fets, el 3 d'agost és una festa nacional a Guinea Equatorial, anomenada “Dia del Cop de Llibertat”. Obiang ha reivindicat nombroses vegades el cop, declarant que "El 3 d'agost va ser la data que va salvar el nostre país".

## Antecedents
En juny de 1979, el tinent coronel, comandant de l'Exèrcit, director de la Presó Playa Negra i viceministre de Defensa Teodoro Obiang va idear un pla per eliminar el seu oncle, el president Francisco Macías Nguema, a causa dels assassinats massius que practicava. En aquells moments, la situació política del país era difícil i la repressió de Macías afectava fins i tot als més propers seus, ja que el dictador desconfiava de gairebé tots. Al març de 1979, Obiang havia estat humiliat per la dictadura de Macías, quan aquest, en el marc de «treballs revolucionaris» al poblat de Nsegayong en els quals participaven tots els estudiants, funcionaris militars i la població en general, va obligar a Obiang a cavar i tallar herba amb el matxet.
D'altra banda, en aquells moments Guinea Equatorial era el país més pobre d'Àfrica central i un dels més endeutats. Macías va deixar de pagar el seu salari regular als militars, el que va causar l'enuig de Obiang, qui es va veure econòmicament afectat a causa d'això. Al juny de 1979, un grup de militars s'havia reunit amb Macías i havia exigit els seus salaris, i havien estat assassinats. Aquest episodi va motivar Obiang a actuar.
El pla consistia a enviar un reforç de soldats a l'escorta de Macías: els soldats havien rebut l'ordre de detenir o eliminar el president. Obiang va realitzar una visita al seu germà a la presó on es trobava pres, i per donar-li ànims li va comunicar del complot. El germà de Obiang, il·lusionat, va córrer el rumor per la presó. El complot va arribar a l'oïda de Macías i el 16 de juny aquest va dur a terme una matança massiva en què van ser assassinats fins i tot diversos membres de la seva família. Obiang aconseguí fugir a Gabon, però Macías igualment va ordenar l'execució del seu germà i els seus pares(altres fonts citen que el germà d'Obiang formava part del grup de militars assassinats). Macías també va ordenar la detenció de tota la seva escorta i l'assassinat de tots els presos de la presó. En aquests dies, més de 100 persones van ser assassinades sota l'acusació de "intent de conspiració i assassinat contra el president vitalici". L'intent colpista de juny de 1979 va constituir el primer intent seriós de rebel·lió a Guinea Equatorial des de l'arribada de Macías al poder.
La matança va convèncer Obiang que Macías ja no actuava amb racionalitat i havia de ser enderrocat d'una vegada per sempre.
Macías mai es va assabentar que Obiang era l'autor del pla, encara que des de llavors va començar a desconfiar molt d'ell. Poc després de les matances, Macías es va reunir amb Obiang i el va sotmetre a un llarg interrogatori sobre la seva lleialtat al règim. Si bé durant l'interrogatori Obiang es va defensar argumentant que sempre tractava de complir amb els deures que li conferien els càrrecs que ocupava, Macías el va acusar, entre altres coses, de traïdor. Malgrat això, la reunió va acabar sense que ocorregués res.
| «                                        | "Jo sense saber-ho, la gent em donava per mort. Doncs, els que acudien a aquest lloc no tornaven amb vida. Així va ser que em vaig trobar amb Macías en ple bosc. Ell em va sotmetre a un llarg interrogatori sobre les meves idees. Davant les meves respostes, l'ambient es calentava en contra meva. En veure'm envoltat pels matons del president vaig optar per callar. No va passar res i tornarem al poble.” | » |
| — Teodoro Obiang, en les seves memòries. | |   |

## Cop del 3 d'agost

### Preparatius

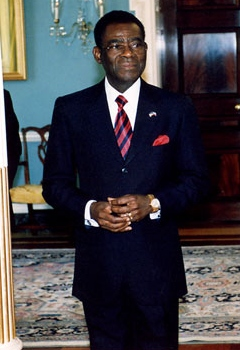
Teodoro Obiang Nguema Mbasogo, líder del cop.

A finals de juliol, Obiang decideix organitzar un segon intent d'enderrocar Macías.
| «                                        | A partir d'aquest moment, ja em vaig plantejar seriosament, com no ho havia fet a cap altre moment, l'alternativa d'acabar amb el règim dictatorial abans que aquest acabés amb les vides humanes i amb el mateix país | » |
| — Teodoro Obiang, en les seves memòries. | |   |

Obiang va prendre la iniciativa després d'una llarga meditació. Havia pensat en renunciar a tots els seus càrrecs i retirar-se de l'exèrcit, però els seus propis companys d'armes el dissuadiren. Finalment Obiang va decidir encapçalar un nou aixecament militar.
Trobar forces que el recolzessin en el seu intent va ser senzill, ja que els qui encara no havien estat víctimes de Macías també simpatitzaven amb la idea de derrocar-lo. Fonts properes diuen que Obiang també va actuar per instint de supervivència, ja que temia caure en desgràcia davant Macías i convertir-se així en una altra de les seves víctimes. Segons Daniel Oyono Ayingono, cosí d'Obiang i ministre de Macías, Obiang temia un linxament per part de les forces armades o la població en cas que Macías fos derrocat, a causa de la seva importància dins del govern. Obiang també temia tenir problemes laborals, ja que es va assabentar que el seu cosí Teonesto Macías Bindang, fill de Macías i format militarment a Cuba, tornaria aviat a Guinea Equatorial per a reemplaçar-lo com a Cap de l'Exèrcit, la qual cosa es traduiria en una caiguda en desgràcia. Efectivament, en aquest moment Macías ja havia advertit que Obiang tenia massa poder.
Obiang va contactar amb militars descontents i amb altes esferes del poder (molts d'ells antics companys d'Obiang en l'Acadèmia Militar de Saragossa), que igual que ell sentien que a qualsevol moment podien ser víctimes de Macías. En particular, molts soldats es van adherir al cop, la qual cosa era comprensible donat que feia mesos que no rebien el sou. Obiang també va sol·licitar al govern espanyol (enviant cartes al president Adolfo Suárez i al rei Joan Carles I) suport econòmic i militar, però Espanya va rebutjar la seva proposta, ja que el país europeu no volia veure's involucrat en conflictes. En contrast, el govern de Gabon, sota el president Omar Bongo, va enviar reforços-
Es va establir el 5 d'agost com a data per donar el cop. No obstant això, el pla es va filtrar i la guàrdia de Macías va reforçar la vigilància buscant indicis de cop. En aquest punt, Obiang va témer que esclates una guerra civil, no obstant això va comprendre que no podia fer-se enrere i va decidir accelerar el procés.
Abans de donar el cop, Obiang va enviar a la seva esposa Constància Mangue, al seu fill Teodorín, al seu germà Antonio i al seu oncle Fructutoso Mba Oñana a Libreville, capital de Gabon, mentre que va enviar a Celestina Lima, una altra de les seves esposes, i uns altres quatre dels seus fills a Canàries. Abans del cop, Obiang també va estudiar detingudament la possible reacció d'altres països.

### El cop
Macías li va demanar a Obiang que tots dos es reunissin. Convençut que Macías anava a assassinar-ho, Obiang li va dir a Macías que els avions en què havia de viatjar fins a on el dictador es trobava tenien problemes tècnics. Macías no se'l va creure i per contra li va exigir ja sota amenaces que es presentés immediatament en el seu palau. Obiang no li va obeir i prenent la iniciativa militar, Macías va ordenar l'enviament de vaixells a l'Illa de Bioko per prendre la ciutat de Malabo. En resposta, Obiang (en la seva qualitat de cap de l'exèrcit, viceministre de Defensa i governador de Bioko) dona l'ordre d'enfonsar qualsevol vaixell que s'acostés a les costes de l'illa.
El 2 d'agost a la nit comencen a sonar himnes legionaris espanyols per la ràdio.
En la mitjanit del 2 al 3 d'agost de 1979, Teodoro Obiang apareix a la Presó Pública de Black Beach, acompanyat del fins llavors reclús capità Salvador Elá Nseng, company d'armes d'Obiang. S'anuncia que s'ha pres la decisió de donar un cop d'estat per salvar al poble de Guinea Equatorial de l'opressió que sofreix i del mal govern de Macías. S'hi sumen tots els militars detinguts (entre ells Eulogio Oyó Riqueza i Cristino Seriche Bioko) i prenen un avió la mateixa nit per traslladar-se a la Regió Continental. Obiang no estava entre ells, ja que durant tot el cop romandria a Malabo. El tinent coronel tenia preparat un avió per escapar del país en cas que el cop fracassés.
En la matinada del 3 d'agost de 1979 un grup d'oficials revoltats (tots sortits de l'Acadèmia Militar de Saragossa) entre els que s'hi trobaven Obiang, Eulogio Oyó Riqueza, el vicepresident de la República Bonifacio Nguema Esono Nchama, caigut en desgràcia i màxim responsable del cos cubà instal·lat a Guinea, el tinent de navili i cap de la Marina Nacional Florencio Mayé Elá, el capità d'Infanteria Salvador Elá Nseng, l'alferes de la milícia popular Braulio Nsue Ona, l'alferes Félix Mba Ondo Nchama, cap militar de Mbini caigut en desgràcia, i el governador del Banco Popular de Guinea Ecuatorial Damián Ondo Maye Avang, inicià el cop d'estat contra Macías. Salvador Ela assumí el comandament de les tropes colpistes a Malabo. Aquestes es distribuïren en punts estratégics de la ciutat.
El grup d'oficials revoltats va enviar un telegrama a Macías (que es trobava al districte de Mongomo, en un dels seus palaus) en el qual li exigien que lliurés el poder i es quedés al seu poblat natal de Nsegayong, assegurant-li que respectarien la seva vida, la de la seva família i els seus béns si acceptava la seva destitució. També el president de l'Assemblea Nacional Popular va ser enviat a parlar amb Macías. Inicialment, el pla dels colpistes era detenir Macías i mantenir-lo confinat, evitant un cop militar violent. Alguns fidels de Macías van contactar amb Obiang per intentar convèncer-lo de parar la insurrecció, però Obiang es va negar.
En assabentar-se del que estava succeint, Macías (segons el testimoniatge d'un dels pintors que treballaven en el palau) va sofrir un atac de riure nerviós i es va posar una armilla antibales.Se li va sentir dir «Amb els assots que li he donat jo a Teodoro» i sobre Espanya «Han estat ells, una altra vegada». Després va condecorar i va armar als pintors i paletes que treballaven en el seu palau, nomenant-los alferes i lliurant-los fusells de fabricació soviètica.
Després de rebre el telegrama, Macías va rebutjar lliurar el poder i va donar ordres a la guàrdia del seu palau a Bata de sufocar l'intent colpista. Paral·lelament, soldats partidaris del cop van aconseguir prendre el control de la ciutat. Les forces colpistes havien embarcat cap a Bata en l'únic buc amb el que comptava el país—Acacio Mañé Ela—, i havien aconseguit prendre el control gràcies a l'ajuda de Florencio Mayé Elá, comandant de la Marina.
A pesar que els combats armats ja havien iniciat, Macías pensava equivocadament que els millors elements de l'exèrcit li continuaven sent lleials i fins i tot que el poble el recolzava. Malgrat l'ordre emesa per Obiang, Macías va ordenar a un grup de militars lleials que s'embarquessin cap a Malabo per sufocar el cop. Tanmateix, això va ser impossible a causa del desgast de les Forces Armades, que no van ser capaces d'organitzar aquesta acció militar. També alguns soldats d'aquest grup de militars van decidir sumar-se al cop.
El mateix dia, Teodoro Obiang i les forces colpistes van prendre el control del país, constituint el Consell Militar Revolucionari, presidit per Obiang. Van formar part també del Consell Militar Florencio Mayé Elá com a vicepresident primer i comissari del Ministeri d'Afers exteriors, i Salvador Ela Nseng com a vicepresident segon, entre d'altres. El Consell Militar es va caracteritzar per obrir el poder a membres de l'ètnia bubi (com a Eulogio Oyó Riqueza (que va ser designat governador de l'Illa de Fernando Poo), Florencio Mayé (que a més del seu lloc en el Consell Militar també va ser designat cap màxim de Mbini) i Salvador Elá), llargament marginada durant la dictadura de Macías.
A les vuit de la nit del 3 d'agost, Radio Malabo (emissora que va ser presa per les forces colpistes i que informava permanentment a la població nacional i estrangera sobre el desenvolupament dels esdeveniments) va comunicar el derrocament de Macías i la presa del poder per les forces d'Obiang, donant a conèixer una sèrie de decrets promulgats pel nou govern:
| « | República de Guinea Equatorial, Ministeri de les Forces Populars Armades Nacionals. Importantíssim comunicat: El poble de la República de Guinea Equatorial, des de fa gairebé 11 anys, ve suportant la situació caòtica imposada pel règim dictatorial del President Macías Nguema Biyogo, que ha sumit al País sota un estat de total anarquia, terror, assassinats, mala administració, misèria; amb la violació sistemàtica i persistent dels drets fonamentals del ciutadà guineà i estranger. (...) Les Forces Armades populars de la Nació, conscients de la seva responsabilitat històrica i del seu deure sagrat de vetllar pel benestar i els interessos del poble guineano davant la imperiosa necessitat de restaurar la moral, la personalitat, la dignitat i la recuperació dels valors del poble; en la matinada d'avui, 3 d'Agost de 1979, un Consell Militar, format per Caps, Oficials, Suboficials, classes i tropes de les Forces Armades de la nostra benvolguda Pàtria, presidit pel Tinent Coronel, Vice-ministre de l'Exèrcit, fent honor a la seva fidelitat a la República de Guinea Equatorial i donant compliment als desitjos de totes les capes socials del poble, han decidit prendre el poder directe del Govern i altres institucions de la República de Guinea Equatorial, i per això ordena i mana: Art. 1r.-Queda declarat en tot el territori nacional de la República de Guinea Equatorial l'estat de Guerra. A aquest efecte han estat mobilitzades totes les forces terrestres i navals. Art. 2n.-Les Autoritats civils encarregades de l'ordre públic, Directors generals de Seguretat, Governadors civils i Delegats governatius queden subordinats als comandants militars de les respectives places, que assumeixen aquestes funcions a partir d'aquest moment. Art. 3r.-A partir de les zero hores del dia de la data han quedat tancades totes les fronteres de la República de Guinea Equatorial, fins i tot l'espai aeri i les aigües territorials. Art. 4t.-Queda terminantment prohibida l'obertura de locals públics i la circulació de persones, a partir de les divuit hores -sis de la tarda- fins a les sis de l'endemà. Art. 5è.-Queden proscrites les reunions de més de tres persones fora del domicili familiar. Art. 6è.-El personal civil en possessió de qualsevol tipus d'arma de foc la dipositarà, en un termini no superior de 48 hores, en les Intervencions d'armes de la Policia Nacional, i en defecte d'això, en els destacament militars, contra el lliurament del rebut corresponent. Art. 7è.-Tots els funcionaris públics i empleats d'empreses estatals i privades, compliran amb exactitud els seus deures laborals en les hores oficialment establertes. La menor morositat en el compliment d'aquest article serà castigada severament. Art. 8è.-El guineà o estranger resident a Guinea Equatorial que cometi qualsevol delicte contra el Dret de les Persones, incendi, devastació, inundació, saqueig, robatori, etc., serà castigat severament conforme a la Llei. Art. 9è.-Les fires, mercats, transports i altres serveis públics d'interès per al poble de Guinea Equatorial seguiran el seu regular funcionament, dins dels límits establerts en l'article 4t. Art. 10è.-Tot nacional guineà està obligat a col·laborar a socórrer les Forces Armades en l'acompliment de les seves funcions específiques, si fos requerit per a això. El que es publica per al general coneixement i exacte compliment. Per la Pàtria i el Consell Militar. El Tinent Coronel, Vice-Ministre de les Forces Armades, OBIANG NGUEMA MBASOGO | » |

A les onze de la nit, Obiang es va dirigir a la Presó Playa Negra a Bioko i, després de comunicar-los el derrocament de Macías, va deixar en llibertat tots els presos polítics. En alliberar els presos, Obiang va obtenir un exèrcit de persones enfuriades que immediatament es van sumar al cop, disposades a combatre.
La guàrdia, encara lleial a Macías, es va atrinxerar en el palau presidencial de Bata, però ràpidament va ser envoltat per les forces partidàries del cop. Després de sis hores de resistència, durant les quals es van disparar algunes peces d'artilleria lleugera per part de les forces colpistes, les tropes de Obiang van aconseguir vèncer i els partidaris supervivents de Macías es van lliurar als colpistes.
El palau va ser finalment ocupat per les forces colpistes entre la mitjanit del 4 i la matinada del 5 d'agost. Per a aquell llavors, Obiang ja tenia el control total de Bata i l'illa de Bioko. En aquesta última ni tan sols es va trobar resistència al cop. Malabo sempre havia estat en calma. Macías ja havia estat oficialment deposat i Obiang era el nou president del país, però Macías (qui encara es trobava a Mongomo) no va reconèixer el nou govern.
El cop, malgrat els tibants enfrontaments, va deixar un saldo de només una dotzena de morts, i no va ser pas cruent. L'esposa d'Obiang Celestina Lima es va assabentar de l'èxit del cop a través de les notícies difoses a Televisió Espanyola.

## Resistència i fugida de Macías
Macías va oposar resistència i es va encaminar a Bata al costat d'un exèrcit d'aproximadament 300 homes, recorrent més de 200 quilòmetres i arribant a estar a quinze quilòmetres de la ciutat. La proximitat de Macías a Bata va provocar el pànic dels seus habitants, els qui es van recloure a les seves cases. L'exèrcit de Macías comptava amb experts militars xinesos (que prèviament havien servit com a instructors de les tropes guineanas) i estava armat amb metralladora i tanqueta. No obstant això, la majoria de l'exèrcit de Macías estava molt mal format. La majoria dels seus integrants eren paletes, camperols i soldats de la guàrdia personal del dictador. Unes 50 persones van ser assassinades per Macías per negar-se a participar en la contraofensiva.
Macías havia convençut al seu exèrcit (especialment als experts xinesos) que el país havia estat objecte d'una invasió estrangera, concretament de Nigèria. Una altra versió diu que els instructors xinesos havien estat obligats sota amenaça a participar en la contraofensiva. Macías va recórrer a caps d'estat amics per intentar aconseguir ajuda, com per exemple al president camerunès Ahmadou Ahidjo, qui no obstant això ja havia estat posat al corrent per Obiang sobre la veritable situació i dels motius del cop.
Aproximant-se a Bata, l'exèrcit de Macías es va trobar amb les forces lleials a Obiang. Les tropes colpistes estaven millor capacitades, eren més nombroses i comptaven amb alguns elements de les forces armades gaboneses, així com amb alguns marroquins. Per identificar-se, utilitzaven un braçalet de color vermell.
Els colpistes, després d'haver conclòs la presa de Bata, havien decidit encaminar-se a l'interior de la Regió Continental i dirigir-se fins a Mongomo per capturar Macías. No obstant això, Macías s'havia assabentat dels seus plans i ja havia mobilitzat als seus fidels.
En aquest punt es van produir violents enfrontaments entre l'exèrcit de Macías i les forces colpistes, produint-se algunes baixes. Els fidels a Macías van retrocedir i finalment es va establir el front en les proximitats de la ciutat de Niefang. Les forces colpistes comptaven amb reforços enviats des de Malabo i entre les seves files es trobaven exreclusos de la presó de Black Beach. En arribar a Niefang, l'exèrcit de Macías va començar a utilitzar l'artilleria proporcionada pels experts xinesos, aconseguint d'aquesta manera fortificar-se.
Inicialment, l'exèrcit de Macías estava guanyant la batalla, ja que les seves metralladores impedien l'avanç de les forces lleials a Obiang. L'artilleria xinesa va aconseguir destrossar un tanc. No obstant això, les tropes colpistes van rebre per avió des de Bata uns morters, la qual cosa va canviar la seva sort.
A partir de llavors, Macías va ser perdent progressivament el control de la situació, i a més molts membres del seu exèrcit li van abandonar rendint-se o desertant (alguns d'ells en adonar-se que no hi havia realment una invasió estrangera) i això va portar al fet que es produïssin alguns sabotatges. Molts soldats de l'exèrcit de Macías van fugir a Camerun o Gabon. En contrast, alguns funcionaris, com el Governador d'Ebebiyín, es van unir a la resistència per fortificar-la.
El nou govern va donar un ultimàtum a Macías perquè es rendís i cessés la seva lluita. Teonesto Macías, fill de Macías, va exercir com a mediador entre aquest i Obiang per forçar la rendició del seu pare. Això no va donar cap resultat. Fins i tot Macías intentà arribar pel seu compte a Bata, però no va poder avançar. A més, l'ex president a poc a poc era abandonat, ja que alguns dels seus seguidors canviaven precipitadament de bàndol.
Desesperat, Macías va intentar formar un nou exèrcit, però finalment va fugir. El seu exèrcit posteriorment es va rendir i els colpistes van prendre alguns presoners, avançant cap a la carretera de Mongomo. En aquest punt van rebre una ràfega de metralladora des de l'espessor. Una granada va incendiar una tanqueta. Els colpistes van quedar desconcertats però van reprendre els combats. Gràcies a la seva superioritat numèrica, els colpistes van aconseguir que es rendissin definitivament els fidels a Macías, inclosos els especialistes xinesos. Van ser presos presoners cent integrants de l'exèrcit de Macías, mentre que la resta va fugir.
A partir del 7 d'agost, Macías va emprendre la seva fugida acompanyat d'una tropa lleial emportant-se maletes plenes de diners en un automòbil, encara que prèviament Macías havia cremat gran part del tresor nacional emmagatzemat en una de les seves cases (tres mil milions d'ekweles) com a venjança pel cop (empitjorant encara més la crisi en la qual el país es trobava sumit). Primer va fugir per camins i carreteres, tallant arbres per obstaculitzar el pas dels perseguidors colpistes, i l'endemà passat (veient que amb prou feines tenia suport, ja esgotades totes les possibilitats d'èxit de la seva contraofensiva i després d'escapar precipitadament d'una emboscada en la qual va ser capturat el seu xofer) Macías va penetrar en la selva en companyia d'uns quaranta homes, i es va perdre el seu rastre. A partir de llavors, el resultat del cop va ser considerat com gairebé irreversible pels colpistes. La fugida de Macías va deixar moltes víctimes, ja que les forces de Macías van destruir cases i van saquejar i van incendiar poblats durant la seva fugida, deixant un saldo de centenars de morts. Mentrestant, les forces colpistes havien ocupat Mongomo sense trobar resistència i ja havien començat a buscar-lo, però en els intents de capturar-lo van perir més de 300 homes lluitant contra els fidels de Macías. L'11 d'agost, seguint la pista lliurada per una dona camperola que es va trobar amb ell i el va denunciar les forces del nou govern van penetrar en la selva, després d'haver-lo buscat sense èxit a Nsegayong, el seu poble natal, que va ser saquejat.
Altres informacions no verídiques van suggerir que Macías continuava resistint en un altre palau presidencial situat al poble de Nzeng-Ayong i tenia com a ostatges a una vintena d'experts cubans, vuit consellers militars xinesos, alguns nord-coreans, un romanès i uns espanyols. Molts guineans, a causa que Macías practicava màgia negra, creien que l'ex dictador s'havia transformat en tigre o colom en penetrar en la selva.
Uns dies després de la seva fugida, Macías va ser vist en la selva per una patrulla militar al comandament d'un sergent. Va intentar detenir-lo, però Macías i els seus acompanyants li van disparar i van continuar escapant. A mesura que passaven els dies, les tropes lleials al govern anaven trobant les maletes plenes de diners i medicines que Macías portava després d'haver abandonat el seu automòbil.
Macías va intentar refugiar-se a Camerun, però l'ajuda li va ser negada. A Bata també va haver-hi enfrontaments entre fidels a Macías i forces lleials al nou govern, però van ser fugaços i amb la participació de poques persones. En altres llocs de la Regió Continental també es van produir alguns tiroteigs esporàdics. En Bindung, un poblat a pocs quilòmetres de Bata, es van produir d'altra banda enfrontaments importants. Va ser en aquest poblat on ambdues forces es van trobar per primera vegada.
Se sap que durant els combats en Niefang, les baixes que es van produir van ser en general nombroses (desconeixent-se el nombre exacte) i que diversos partidaris civils importants de Macías van ser afusellats, inclosos l'alcalde de Niefang Ndong Mba Owono, el cap local del PUNT Baca Nsuy i el dirigent de les Joventuts en marxa amb Macías Santos Olo.
Les operacions contra la resistència de Macías van ser dirigides per l'oficial de la Marina Bonifacio Mayé, membre del Consell Militar, i també per l'oficial Eulogio Oyó Riqueza. Altres dirigents de les forces colpistes van ser Cristino Seriche Bioko, Santiago Bee Ayetebe i Félix Mba Ondo Nchama.
Els instructors xinesos que van ajudar a Macías van ser traslladats a Malabo, i l'ambaixador xinès es va reunir amb el president Obiang per donar-li les seves excuses pels fets, redactant un ampli informe sobre les circumstàncies que van portar als instructors a posar-se del costat de Macías.

## Mesures preses pel nou govern
Després del cop del 3 d'agost es va imposar el toc de queda, vigent fins al 13 d'agost. Es va decretar l'estat de guerra i foren mobilitzades totes les forces terrestres i navals, i es van tancar totes les fronteres del país. Per evitar ser deposat mitjançant una nova acció militar, Obiang es va envoltar d'una guàrdia pretoriana composta per mercenaris marroquins, cedits pel sultà Hassan II del Marroc. Prèviament Obiang havia sol·licitat a Espanya que enviés tropes per protegir-lo, però es van negar. El Consell Militar Revolucionari va assegurar que respectaria les cartes de les Nacions Unides i l'Organització de la Unitat Africana. L'11 d'agost Obiang va declarar a l'Agencia EFE que "aquest no ha estat un cop militar o d'Estat, sinó un cop de llibertat". Aquesta denominació continua sent utilitzada avui dia.
Després del cop, les forces del nou govern no van controlar immediatament tot el país. El 9 d'agost, Obiang va anunciar que tota la resistència al cop havia estat vençuda i que el nou govern ja disposava del control total.
El palau presidencial de Macías al poble de Nzeng Ayong va ser aplanat per les forces del nou govern, i en ell es van descobrir medicines emmagatzemades en una habitació i nombrosos feixos de bitllets (dels quals els expedicionarios es van apropiar), a més de diversos retrats de Macías i dos automòbils Mercedes-Benz estacionats al pati. Les forces del nou govern també es van encarregar d'eliminar tots els signes i records de Macías, com per exemple una estàtua de l'enderrocat president. Els fills de Macías presents al país (alguns d'ells es trobaven a Corea del Nord) van ser protegits per les autoritats.
Les illes del país van ser reanomenades com a Bioko (abans "Illa de Macías Nguema Biyogo") i Annobón (abans "Illa de Pagalú"). Després del cop, també es va pagar immediatament un mes de salari a tots els funcionaris, que no rebien un sou des de començaments de 1979. Es va deixar a més en llibertat a tots els presos polítics del país (en aquest moment aproximadament 5.000 persones a les presons, i unes 28.000 en treballs forçats), després que Obiang signés l'indult i l'amnistia per a tots els presos polítics i exiliats. El vicepresident del Consell Militar Suprem, Florencio Mayé, va oferir als exiliats la possibilitat de tornar al país i els va cridar a treballar en favor de la «reconstrucció nacional». Presos polítics recentment excarcerats es van oferir a les noves autoritats per rastrejar i ‘caçar’ Macías.
D'altra banda, es restableció la llibertat de culte (Macías havia prohibit tots els cultes) i es van reobrir les esglésies, formant-se cues de persones que volien batejar als seus fills. Es van restaurar els centres educacionals, es va expandir l'educació primària i el govern va contactar amb professors perquè aquests tornessin a educar als nens del país, que en una gran part havien caigut en l'analfabetisme producte de la dictadura de Macías. L'educació primària i secundària van ser normalitzades, així com l'ús de l'idioma espanyol, el qual es va veure considerablement afectat producte de la filosofia antiespanyola de Macías. Es van restaurar els serveis públics, l'electricitat i les carreteres. Es va iniciar un procés de devolució dels diferents béns expropiats pel règim de Macías. Es van restablir dies festius prohibits anteriorment, com Pasqua de Resurrecció i Nadal.
També es van restablir mitjans de comunicació massius com la televisió (instal·lada novament per tècnics de Televisió Espanyola) i diversos periòdics, i per primera vegada en anys es va permetre l'entrada de periodistes al país. El diari espanyol El País va enviar al periodista Rafael Fraguas, qui va realitzar una àmplia cobertura dels fets entre agost i octubre de 1979. Obiang va proclamar el ple respecte dels drets humans i altres acords internacionals, i va prometre restaurar la democràcia(encara que això últim no estava planejat a curt termini).
El 21 d'agost es van establir els actuals bandera i escut del país, suplantant els emblemes nacionals establerts per Macías en 1973. El 23 d'agost es va constituir el primer gabinet ministerial del Consell Militar, compost per onze membres: El president Obiang, Florencio Mayé com a vicepresident primer del Govern i encarregat dels Afers exteriors, Salvador Elá com a vicepresident segon i responsable de les Finances i el Comerç, Félix Mbá Nchama (Interior), Pablo Qbama Eyang (Sanitat), Policarpo Monduy Mbá (Justícia), Pedro Nsué Qbama (Indústria i Mines), Paulino Obiang Enama (Agricultura, Ramaderia i Forestal), Tarsicio Mané Abeso (Cultura i Obres Públiques), Pedro Edú (Transports i Urbanisme) i Melchor Ndong (Treball). El 25 d'agost es va dissoldre el Partit Únic Nacional dels Treballadors (PUNT, partit únic de la dictadura de Macías) i el Consell Militar Revolucionari va passar a anomenar-se Consell Militar Suprem. També la Constitució de Guinea Equatorial de 1973 va ser abolida, i es va restablir de facto la Constitució de 1968.

## Captura de Macías
Macías fou capturat el 18 d'agost de 1979 en la selva, quan s'encaminava a la frontera amb Gabon, on pretenia refugiar-se. Per llavors, les forces que l'acompanyaven li havien abandonat o havien sofert morts, i es trobava sol i ferit. Portava amb ell un revòlver sense bales. Quan les forces colpistes el van trobar, va amenaçar amb disparar si se li acostaven. L'escamot no va fer cas de les seves amenaces i se li va acostar, comprovant que el revòlver no tenia bales. Després d'alguns forcejaments, durant els quals l'ex-dictador va rebre un tret i va resultar ferit en el braç esquerre, l'escamot va aconseguir reduir Macías, i fou capturat pel tinent Pedro Motú Mamiaga. Va ser traslladat a Bata i empresonat a la presó Model, a l'espera d'un judici. Se li va permetre rebre visites i l'accés a necessitats bàsiques. El govern es va preocupar de protegir la seva vida i se li va proporcionar tractament mèdic per guarir les seves ferides. Malgrat tot això, Macías va exigir tractament presidencial a la presó. Als periodistes se'ls va permetre fotografiar i filmar Macías, però les autoritats de la presó els van prohibir dialogar amb ell. La rebuda als periodistes de Macías va ser negatiu. En veure'ls, Macías va declarar: "Periodistes? Parlaran malament del nostre país".
El 28 d'agost els noticieros de diversos països van difondre les primeres imatges de Macías a la presó, després de la seva captura. La cel·la de Macías era molt petita.
Els responsables de l'operació de captura de Macías foren el capità Eulogio Oyó Riqueza, el tinent de navili Florencio Mayé Elá i el comandant Fructuoso Mbá Oñana. Mayé fou l'encarregat de comunicar la captura del dictador.

## Juidici a Macías i els seus col·laboradors
El setembre del 1979 es va decidir que procés judicial contra Macías i els seus col·laboradors consistiria en un judici sumaríssim i un consell de guerra. Prèviament s'havia descartat la possibilitat d'internar-lo en un hospital psiquiàtric.
El Consell Militar Revolucionari va obrir un cas judicial el mateix dia de la captura de Macías, i va començar a entrevistar a testimonis i reunir proves contra el seu règim. Una de les proves presentades van ser els utensilis que suposadament el propi Macías va utilitzar per assassinar una trentena de presos polítics. El Consell va convocar posteriorment a un tribunal militar per jutjar a Macías i a alguns dels seus col·laboradors. El president del tribunal militar va ser Eulogio Oyó Riqueza i el fiscal va ser José Luis Jones Dougan. Eloy Eló va ser l'advocat defensor de Macías, mentre Alfredo Thomas King defensà la resto dels acusats. Tots dos advocats eren dels pocs que quedaven al país, i van ser designats per les noves autoritats, ja que ni Macías ni els altres acusats es van interessar a escollir un advocat per si mateixos. A més de Macías, els altres acusats foren:
- Tinent Bienvenido Micha Nsué, ex-cap de la guàrdia personal de Macías, ex-director de l'Acadèmia Militar i nebot del dictador.
- Norberto Nsué Micha, ex-director general de Seguretat.
- Santiago Nsué Bela, ex-director de protocol.
- Alberto Ndong Ayang, ex-ministre de Cultura de Macías, ex-delegat governatiu y ex-governador de Mbini.
- Miguel Eyegue Ntutumu, ex-governador de Mbini y ex-vicepresident.
- Sergent Salvador Ondó Elá, ex-cap de la presó de Black Beach i ex-funcionari de la presó de Bata.
- Caporal Fortunato Nsono, ex-funcionari de presó de Bata.
- Alferes Pastor Nsué, ex-director de la presó de Nzangayong, ex-funcionari de la presó de Bata.
- Sergent Eduardo Nguema Edu, ex-cap de la guàrdia personal de Macías.
- Román Mba Edu i Tobías Nvulu, soldats.

També es va especular amb una extradició de l'antic assessor de Macías Antonio García-Trevijano, però això va ser desmentit per ell mateix i pel Ministeri d'Afers Exteriors d'Espanya.
El judici va començar el dilluns 24 de setembre. Els càrrecs als onze acusats van ser: genocidi, assassinats massius, malversació de fons públics, violacions dels drets humans, danys materials i traïció. El govern va realitzar tot tipus de gestions perquè judici fos públic. El procés va ser celebrat en un dels recintes de major capacitat de Malabo, el cinema Marfil (que es trobava en molt mal estat), i a més es van instal·lar altaveus en diferents punts de la ciutat, que van permetre milers de persones seguir el procés. El judici va comptar amb participació popular (pel que es va témer que es produïssin disturbis) i la presència d'un cos diplomàtic acreditat (entre altres l'ambaixador francès i l'ambaixador espanyol Juan de Andrada),periodistes estrangers i observadors internacionals, entre ells la Comissió Internacional de Juristes, que va assistir a la cort per comprovar la regularitat del procés. Després d'acabat el judici, la Comissió declararia que Macías havia tingut un judici just.
Mancant un sistema legal fiable vigent, es va aplicar el codi militar espanyol en la seva qualitat d'últim sistema legal vigent al país. John B. Quigley va assenyalar en el judici de Macías Nguema que Guinea Equatorial no havia ratificat la Convenció de Genocidi i que els registres dels procediments de la cort mostren que va haver-hi una confusió sobre si Nguema i els altres acusats van ser jutjats sota la legislació espanyola (antic govern colonial) o si el judici justifica el fet que la Convenció sobre el Genocidi era part del costum del dret internacional. Quigley va esmentar, "El cas de Macías demostra com la confusió de les persecucions genocides nacionals des del punt de vista de la legislació aplicable. La convicció de Macías també és problemàtica des del punt de vista de la identitat del grup protegit".
En vespres del judici, Macías va ser traslladat a la Presó Playa Negra. Dies abans de l'inici del judici, l'Exèrcit va descobrir un pla per alliberar Macías de la presó i restablir-lo en el poder, encapçalat per l'alferes de marina Rafael Nso. Diverses persones vinculades al complot van ser detingudes. L'alferes Nso va acabar sent empresonat a la mateixa presó que Macías, i un contingent d'entre 90 i 110 experts en seguretat marroquins va arribar a Malabo. Es creu que el suport militar lliurat pel Marroc a Guinea Equatorial va ser una estratègia geopolítica, ja que així el país podria augmentar la seva influència en el continent i comptar amb el suport de Guinea Equatorial en la OUA. Les tropes marroquines foren desplegades al voltant del cinema Marfíl per garantir la seguretat.
També va circular el rumor que Mónica Bindang, esposa de Macías, també tenia un pla per alliberar al seu espòs, però el suposat pla mai es va dur a terme.

### Desenvolupament
En ser un judici popular, les portes del cinema es van obrir al públic per qui volgués presenciar el procés.
Al cinema Marfil van penjar una gàbia del sostre i Macías hi fou tancat perquè les 1500 persones presents el poguessin contemplar des de la sala de butaques. Al cinema i els seus voltants estaven desplegades tropes marroquines.
Diversos ex-funcionaris del govern de Macías van declarar com a testimonis durant el judici. Entre ells es trobaven l'ex Ministre d'Afers exteriors, exVicepresident i des del cop membre del Consell Militar Bonifacio Nguema Esono Nchama i Daniel Oyono, principal assessor de l'enderrocat dictador, a més de personal de les presons del país.

#### Primer dia
Durant el primer dia judici, Macías es va mostrar tranquil i un xic enutjat, rebutjant tots els càrrecs que se li imputaven i totes les acusacions que se li feien, dient reiterades vegades "mentida, això és mentida" i demanant clemència al tribunal i al govern. Macías també declarà que no s'havia de veure només el dolent, "sinó també el bé que vaig fer en aquests anys", la qual cosa va causar que la gent rigués obertament.
Macías va afirmar desconèixer els assassinats i tortures que es cometien durant el seu mandat, i va assegurar que els únics incidents greus que s'havien produït durant el seu mandat havien estat els de l'intent de cop d'estat d'Atanasio Ndongo en 1969, pel qual segons va declarar Macías Ndongo havia rebut cinquanta milions de dòlars per part del llavors Ministre espanyol d'Afers exteriors, Fernando María Castiella. A la seva declaració, Macías també va fer referència a la crisi diplomàtica entre Espanya i Guinea Equatorial de 1969. També va rebutjar els càrrecs de malversació de fons públics assegurant que la seva fortuna personal procedia de 1938 i que mai havia rebut de forma regular uns altres diners que no fos el sou que li corresponia com a funcionari, encara que es va demostrar que precisament el seu sou com a mandatari havia augmentat dramàticament des de 1968. Macías va demanar també que se li restituïssin les seves terres i propietats per poder retirar-se al districte de Mongomo amb la seva família.
Durant el judici, Macías va assegurar que es trobava molt satisfet que un dels seus més fidels servidors fos el nou president del país. El fiscal Jones, antic pres de la Presó Playa Negra, va comparar a Macías amb Idi Amin i Adolf Hitler i el va acusar de ser un criminal de guerra en haver-se resistit mitjançant la via armada al cop causant la mort de diversos guineans. Aquesta última acusació va ser la base del càrrec de traïció que se li imputava, ja que es va considerar com una traïció al poble que Macías hagués intentat aconseguir intervenció militar estrangera durant la seva resistència.

#### Segon dia
El segon dia del judici, Macías va ser cridat a declarar, adoptant una actitud desafiadora. Per la seva banda, el fiscal Jones va adoptar una actitud histèrica a la qual Macías va respondre amb la frase "la justícia no és violència". També va declarar que «en aquest procés no hi ha Justícia» Macías va tornar a rebutjar totes les acusacions i l'interrogatori es va tornar molt tibant, inclosos insults. Les malapteses de Jones i la sagacitat de Macías i el seu advocat defensor van posar en perill en nombroses ocasions la marxa del procés. Eulogio Oyó Riqueza, president del Tribunal, va assumir les tasques de Jones, donat el desnivell entre aquest i l'advocat de Macías, que mitjançant arguments contundents va aconseguir esquivar part de les acusacions que se li imputaven a Macías (entre elles la malversació de cabals, argumentant que el tresor nacional havia estat "traslladat" a Mongomo i no malversat, per evitar robatoris), i aquest es va fer el boig davant les acusacions més greus. Macías va aprofitar, per exemple, la seva sordesa per dir que no escoltava les preguntes formulades pel Tribunal. No obstant això, el Tribunal va poder provar el seu enriquiment il·lícit amb fons públics i l'enderrocat ex-president tampoc va poder provar la seva desvinculació de la matança de 462 civils i el cessament arbitrari de milers de funcionaris i militars. Els altres acusats van tornar a responsabilitzar Macías pels delictes comesos, i un d'ells va donar detalls sobre els delictes financers comesos per Macías. Respecte a això, també es van llegir informes comptables que acreditaven la malversació.
Macías va desestimar l'acusació de traïció, argumentant que quan va sol·licitar intervenció militar estrangera se seguia considerant President de la República. D'altra banda, també va desmentir que hagués assassinat a dos exmarits de les seves amants.
Quan Macías va ser interrogat sobre la raó per la qual no havia elaborat un pressupost nacional des de 1974, va respondre que en els anys següents allò no havia estat possible per mancar el país d'impremta. Aquesta resposta va causar grans riallades en el públic que presenciava el judici.

#### Tercer dia
El tercer dia van prosseguir les declaracions i interrogatoris. Macías va desconèixer novament les tortures i assassinats massius duts a terme durant la seva dictadura, assegurant que ignorava el genocidi ocorregut a les diferents presons del país. No obstant això, confessions dels altres acusats i testimoniatges lliurats per víctimes del règim de Macías van demostrar l'existència d'aquestes matances. De fet, els altres acusats el van responsabilitzar dels crims comesos eludint qualsevol tipus de responsabilitat, mentre que Macías els va qualificar a ells com esbirros i criminals. Així mateix, Macías va desmentir absolutament haver eliminat als esposos de dos dels seus amants. De totes maneres, es va provar la vinculació directa de Macías amb alguns assassinats a les presons i el coneixement per part de Macías del que n'ocorria a l'interior.
Macías novament va intentar centrar tots els episodis greus de repressió en l'intent de cop d'Estat d'Atanasio Ndongo de 1969, el qual va significar l'origen de l'extermini durant la seva dictadura. D'altra banda, Macías va lloar el seu govern i va emetre un comunicat a la cort en el qual va indicar el que veia com a bones accions que havia realitzat per al país. Per exemple, va qualificar de «miraculoses» les seves realitzacions en les obres públiques guineanes i va lamentar que algunes de les seves obres haguessin estat cobrades sense haver-se realitzat.
Durant el judici, Macías va rebre diverses amonestacions per part del Tribunal Militar, acusant als jutges de parcialitat. D'acord amb la declaració d'alguns observadors, cada vegada que l'ex-dictador feia referència als fets ocorreguts entre 1975 i 1979 era interromput. Es creu que això es va deure al fet que es volia ocultar la participació en crims d'alguns dels seus còmplices (gent del PUNT, oficials de l'Exèrcit i familiars) als quals no els convenia veure's involucrats. Es creu que un d'aquests còmplices era el mateix Teodoro Obiang, qui havia estat col·laborador proper de Macías i que en ser director de la Presó Playa Negra havia jugat un rol important en la repressió i el genocidi massiu. Es diu que abans d'iniciar-se el judici, Obiang va persuadir a Macías de no citar el seu nom en el judici per no veure's involucrat.
| «                                                                         | “(Obiang) Es va limitar a jutjar solament a alguns dels responsables del Règim de terror, malgrat que, d'acord amb les denúncies efectuades anteriorment i a l'opinió de diverses persones amb les quals vaig conversar a Malabo, va haver-hi molts altres que van cometre delictes des de diversos càrrecs que ocupaven al govern de Macías. En aquest sentit cal lamentar el fet que la recerca pel que fa a assassinats, tortures i detencions il·legals es referien en general a fets que van tenir lloc els primers anys del Govern de Macías. Però és conegut que en èpoques recents (en les quals Teodoro Obiang Nguema va compartir el poder amb Macías), no va disminuir gens la intensitat de la repressió del Règim. Els imputats (Macías i els altres acusats) van nomenar altres persones que havien participat en assassinats, tortures i maltractaments (uns 7 o 8, generalment militars), malgrat la qual cosa, no van ser portats al judici, ni se sap que hagin iniciat processos contra ells. Aquesta ha estat, al meu entendre, una omissió important de tot aquest procés, que es va limitar a jutjar només a alguns dels responsables” | » |
| — Alejandro Artucio, observador de la Comissió Internacional de Juristes. | |   |

#### Quart dia
Al quart dia el fiscal va sol·licitar que Macías rebés la pena de mort, que uns altres cinc acusats rebessin trenta anys de presó, i altres quatre persones rebessin un any de presó. La defensa de Macías va argumentar que els càrrecs contra el dictador mancaven de proves, i va demanar la seva absolució. Prèviament, l'advocat de Macías Eloy Eló havia interrogat Salvador Ondó Elá durant una de les sessions del Tribunal, i li hi havia enrostrado que, com a antic cap de presó, podia dir perfectament els qui eren els responsables dels assassinats massius i així desvincular Macías d'aquesta acusació. Ondó Elá a respondre que oficials arribaven a la presó i li comunicaven una ordre de Macías d'assassinar alguna persona. Quan l'advocat de Macías va preguntar a Ondó Elá els qui eren aquests oficials, l'acusat va optar per callar, i davant la insistència de Eloy Eló, el Tribunal va donar per finalitzat l'interrogatori.
El capità Eulogio Oyó Riqueza va donar la paraula a Macías perquè es defensés i l'ex dictador va tornar a assegurar que no era responsable de les morts ocorregudes després de l'intent de cop de 1969. Això va provocar l'enuig de les persones que presenciaven el judici, les quals li van insultar. En resposta, Macías va ordenar silenci. Després es va dirigir amb menyspreu als altres acusats i va declarar que "és fals que jo ordenés aquestes detencions massives. Cadascun d'ells cap a ús al seu antull de les seves facultats. Els episodis de la presó i de les morts corresponen per complet a ells. Jo no tenia cap relació amb les presons. La meva alta funció m'impedia preocupar-me de baratijas com aquestes". També va declarar que havia estat "l'únic miracle del país" i que la seva situació es devia a "l'enveja i l'odi dels meus enemics". En la seva intervenció, Macías va evocar la seva actuació en el poder com la d'un obrer i no d'un president i va concloure que «Els mateixos que aplaudeixen i criden ara la meva condemna a mort, m'aplaudien a mi. El poble no sap. Moriré amb honor, perquè jo no he matat a ningú». Macías només va assumir una petita part de la responsabilitat pels crims comesos per haver estat el Cap d'Estat mentre aquests van ocórrer.
L'acusat Norberto Nsué, en declarar que es considerava innocent, va dir que si ell era considerat còmplice del règim, havien de ser considerats com a tal tots els que havien treballat per Macías, en una clara al·lusió a Teodoro Obiang Nguema.

### Execucions
Durant el dia divendres 28 de setembre van córrer diversos rumors sobre la situació de Macías, incloent un suposat alliberament, una suposada fugida i un suposat suïcidi. Si bé els rumors no eren reals, la veritat és que Macías va intentar comunicar-se amb un funcionari de l'ambaixada soviètica per demanar ajuda. No obstant això, aquesta possibilitat li va ser negada.
L'endemà, el 29 de setembre, es va donar a conèixer la notícia que es dictarien les sentències. Originalment serien dictades el 28 de setembre, però això es va ajornar per decisió del govern «davant la importància de l'esdeveniment i el prestigi del país». Als afores del cinema hi havia una gran expectació per part de la població.
Al migdia del 29 de setembre de 1979, el Tribunal va emetre les sentències, les quals van resultar ser més severes del que havia demanat la fiscalia. Macías i altres sis acusats (Bienvenido Micha, Salvador Ondo, Fortunato Nsogo, Pastor Nsue, Eduardo Nguema Edu i Miguel Eyegue Ntutumu) van ser condemnats a mort i a la confiscació dels seus béns. Dos dels acusats (Norberto Nsue i Alberto Ndong) van ser condemnats a catorze anys de presó cadascun, i els altres dos acusats (els joves soldats Román Mba i Tobías Nvulu) a quatre anys cadascun. Macías no es trobava present a la sala quan va ser dictada la sentència. Solament es trobaven presents Norberto Nsue i Alberto Ndong.
La sentència a Macías va ser rebuda amb alegria, emoció i goig per la majoria del país. Macías ja pressentia que seria executat, i en una ocasió en què el seu advocat Eloy Eló va intentar animar-lo Macías li va respondre “Tu ets ximple; no coneixes al jove Cap d'Estat”.
Sense una cort superior disponible, la decisió del Tribunal Militar era definitiva. Macías i uns altres cinc acusats condemnats a mort van ser executats per un escamot d'afusellament compost per 21 soldats guineans voluntaris a la Presó Playa Negra a les 6 de la tarda del mateix dia. Cada condemnat va ser executat per tres soldats de l'escamot. Altres fonts citen que en realitat els condemnats a mort van ser executats per un escamot marroquí, ja que Macías tenia fama de posseir poders màgics i suposadament cap guineà s'atrevia a executar-lo. Macías i els altres condemnats van negar ser culpables fins als últims moments de les seves vides.
A part de Macías, els altres executats van ser els torturadors i assassins pertanyents a l'escorta personal de Macías Fortunato Nsogo, Eduardo Nguema Edu i Bienvenido Mitcha, l'antic Director de Seguretat Pastor Nsue i l'antic vicepresident i governador de la regió continental Miguel Eyegue Ntutumu. Salvador Ondo, antic cap de la presó de Malabo, oposat culpable d'assassinats massius durant la seva gestió carcellera i també condemnat a mort, va ser indultat pel Tribunal per iniciativa d'Obiang i se li va commutar la pena a cadena perpètua. No se sap amb exactitud com va ser el motiu de l'indult, encara que s'ha especulat que va poder deure's a l'avançada edat de Ondo (superior a 70 anys) o al fet que podia ser un funcionari útil per al nou govern.
Durant la seva execució, Macías es va mostrar "calmat i digne", a diferència dels altres condemnats que van ser executats al costat d'ell, que van plorar. Els cossos de Macías i els altres executats va ser enterrats en una fossa comuna en el cementiri de Santa Cruz, a Malabo. Els cadàvers dels executats van ser traslladats en camió al cementiri pels mateixos soldats que els van disparar.
Les execucions van ser celebrades àmpliament pels guineanos. De totes maneres, alguns sectors de la població van tenir por que l'esperit de Macías hagués quedat passejant com ànima errant.
Poc després de les execucions, un dels metges personals de Macías va revelar que el dictador es trobava en una fase terminal de sífilis al moment del seu derrocament.

## Conseqüències
El 12 d'octubre de 1979 Teodoro Obiang s'autoproclamà president del país, tenint lloc una cerimònia d'investidura. El 31 d'octubre del mateix any es va signar per primera vegada des de 1971 un acord de cooperació entre Espanya i Guinea Equatorial i un protocol d'actuació, als quals seguirien el 5 de desembre de 1979 un acord de cooperació financera, i dos protocols. Espanya i el país africà finalment van signar un Tractat d'Amistat i Cooperació a l'octubre de 1980.
Al desembre de 1979, d'altra banda, també es va signar un acord de cooperació amb França i els reis d'Espanya Joan Carles I d'Espanya i Sofia de Grècia van visitar Guinea Equatorial. Obiang es va mostrar molt satisfet per aquesta visita i va declarar que "entre Espanya i Guinea ha nascut una amistat indestructible".

### Nova constitució i dissolució del Consell Militar
L'agost de 1982 es va aprovar en referèndum una nova Constitució, que substituïa el Consell Militar per un govern formal (amb la inclusió de civils) de Teodoro Obiang com a President en el plànol executiu, i per la Cambra dels Representants del Poble en el pla legislatiu.